# Zostérops de Marianne
Zosterops semiflavus
Espèce
Statut de conservation UICN

 EX : Éteint
Le Zostérops de Marianne (Zosterops semiflavus) est une espèce d'oiseaux, désormais éteinte, de la famille des Zosteropidae. Il était endémique de l'île Marianne aux Seychelles. 

## Dénomination
Le nom Zostérops est issu du grec ζωστήρ (zoster) signifiant « ceinture » et ὤψ (ops) signifiant « œil », en référence au cercle blanc qui entoure ses yeux. Le qualificatif « de Marianne » se réfère à l'île Marianne dont il était endémique, tandis que l'épithète latin semiflavus se réfère à son aspect (semi signifiant « moitié » et flavus signifiant « jaune »). Il était également surnommé « Serin » par les locaux, en raison de sa couleur jaune rappelant les serins.

## Description
Le Zostérops de Marianne est caractérisé par des flancs et des dessous jaunes ; ses dessus sont vert olive. Il possède une zone plutôt brune vers l'arrière de son ventre. Son œil est entouré du cercle oculaire blanc caractéristique des zostérops. Ses pattes et son bec sont couleur plomb.

## Répartition et habitat
Le Zostérops de Marianne était endémique de Marianne, une petite île de l'est des Seychelles aujourd'hui inhabitée. Il est possible qu'il ait également vécu sur d'autres îles des Seychelles, incluant Praslin, Mahé, La Digue et Silhouette, bien qu'aucun spécimen n'y ait été formellement observé,.

## Systématique
Le Zostérops de Marianne a été décrit pour la première fois par Edward Newton en 1867, sous le nom Zosterops semiflava. Il a par le passé été considéré comme une sous-espèce du Zostérops de Mayotte.
Sa place taxonomique exacte est relativement mal connue étant donné le faible nombre de spécimens disponibles. Une étude phylogénétique des zostérops de l'Océan Indien suggère une proximité étonnante entre celui-ci et le Zostérops du Karthala (vivant dans les Comores), malgré une forte séparation géographique ; il se retrouve au contraire relativement éloigné du Zostérops des Seychelles, l'autre espèce de zostérops présente sur l'archipel. Les auteurs suggèrent qu'il s'agit du résultat d'une rapide expansion ayant eu lieu il y a 1,8 million d'années, suivie d'une longue période d'isolation génétique.

## Historique
On en sait relativement peu sur l'extinction de l'espèce, qui a été remarquée pour la première fois en 1940, bien qu'elle soit probablement antérieure ; le dernier spécimen aurait été collecté en 1892. Elle est généralement attribuée à la destruction de son habitat (l'île Marianne ayant été utilisée comme plantation) et l'introduction d'autres oiseaux et de prédateurs comme le rat.